# Corynopuntia moelleri
Corynopuntia moelleri (choya abrojo de Coahuila) es una especie de planta perteneciente a la familia Cactaceae que se distribuye en Coahuila, Durango y Zacatecas en México. La palabra moelleri es un epíteto en honor a Heinrich Möller, médico de origen germano-mexicano coleccionista de cactáceas.

## Descripción
Tiene crecimiento arbustivo, sus tallos son claviformes de 7 cm de largo y 4 cm de ancho de color verde. Tiene tubérculos grandes y alargados. Las espinas radiales son numerosas y de color blanco, mientras que las 6 espinas centrales están engrosadas en la base, de 16 mm de largo. La flor de 6 cm de longitud y 5 cm de ancho de color verdoso amarillento. La floración ocurre entre los meses de mayo y junio.
Se cultiva y recolecta para su comercialización como planta ornamental.

## Distribución
Endémica de Coahuila, Durango y Zacatecas en México.

## Hábitat
Esta planta habita matorrales xerófilos, en elevaciones de 800 a 1400 m s. n. m.

## Estado de conservación
No se conocen amenazas para la conservación de la especie, es abundante y tiene un área de distribución bastante amplia.